# Mahé (Sejšeli)
Mahé je najveći otok Sejšela, s površinom od 157.3 km2, koji leži na sjeveroistoku Sejšela u dijelu Somalijskog mora, u Indijskom oceanu. Prema popisu iz 2010. Mahé je imao 77 000 stanovnika. Na otoku je grad Victoria, glavni grad Sejšela, u kojem živi 86% ukupnog stanovništva države. Otok je dobio ime po Bertrand-Françoisu Mahéu de La Bourdonnaisu, francuskom guverneru Isle de France (današnji Mauricijus).

## Povijest
Mahé su prvi put posjetili Britanci 1609. godine, a Europljani su ga ponovno posjetili tek u ekspediciji Lazarea Picaulta 1742. godine. Fregat francuske mornarice Le Cerf stigao je u Port Victoriju 1. studenog 1756. godine. Na brodu je bio Corneille Nicholas Morphey, vođa francuske ekspedicije koja je preuzela otok za kralja Francuske polaganjem Kamena posjeda na Mahéu. Kamen je najstariji spomenik na Sejšelima, a izložen je u Nacionalnom muzeju u Victoriji.
U kolovozu 1801. fregata Kraljevske mornarice HMS Sibylle zarobila je francusku fregatu Chiffonne na otoku. Mahé je ostao u francuskom posjedu do 1812. kada je postao britanska kolonija. Ostao je kolonija do 1976. kada su Sejšeli postali neovisna država.
Mahé je imao veliki projekt melioracije zemljišta zbog nedostatka stambenog prostora u područjima Bel Ombre i Port of Victoria.
Mahé je uglavnom bio plantaža u vlasništvu obitelji Frichot. Godine 1977. France-Albert René izveo je državni udar i prisilio sve Frichotove da odu sa Sejšela ili ih poslao u zatvor. Neki, poput Roberta Frichota, držani su u Renéovim zatvorima nekoliko mjeseci 1978. i rečeno im je da napuste Sejšele zbog vlastite sigurnosti nakon puštanja na slobodu.

## Geografija
Najviši vrh Mahéa je Morne Seychellois (905 m), koji se nalazi u Nacionalnom parku Morne Seychellois. Sjeverni i istočni dijelovi otoka dom su većeg dijela stanovništva i Sejšelske međunarodne zračne luke koja je otvorena 1971. godine. Južni i zapadni dijelovi imaju morski nacionalni park Baie Ternay, morski nacionalni park Port Launay i Sveučilište Sejšela. Morski nacionalni park Sainte Anne nalazi se u pučini, kao i otok Conception, Thérèse, Anonyme i nekoliko manjih otoka.

## Flora i fauna
U šumama Mahéa rastu rijetke endemske biljke koje se nalaze samo na Sejšelima, kao što je kritično ugrožena Medusagyne oppositifolia (stablo meduza), mesožderka Nepenthes pervillei (sejšelska biljka vrča) i mnoge jedinstvene vrste orhideja.

## Uprava
Otok ima više okruga.

## Gospodarstvo
Gospodarstvo Mahéa uglavnom ovisi o turizmu.
Air Seychelles ima sjedište na posjedu međunarodne zračne luke Sejšeli na otoku. Luka Victoria središte je industrije za ribolov i konzerviranje tune. Od 1963. do 1996., Zračne snage SAD-a održavale su satelitsku kontrolnu mrežu na stanici Indijski ocean, gdje je imala značajan utjecaj na lokalno gospodarstvo.

## Poznate osobe
- Margaret Elwyn Sparshott (1870–1940), engleska matrona, rođena u Mahéu.[7]

## Galerija
- Plaže
- Plaža na otoku
- Plaža Anse Intendance, Mahe
- Plaža
- Plaža Port Launay

- Victoria
- Victoria
- Victoria
- Hram Arulmigu Navasakti Vinayagar
- Luka

## Vanjske poveznice
|  | Zajednički poslužitelj ima još gradiva o temi Mahé (Sejšeli) |

- Državni zavod za statistiku
- info
- Karta Mahe 2015
- Informacije o otoku